# Polyzonus saigonensis
Polyzonus saigonensis är en skalbaggsart som beskrevs av Bates 1879. Polyzonus saigonensis ingår i släktet Polyzonus och familjen långhorningar.
Artens utbredningsområde är:
- Laos.
- Burma.

Inga underarter finns listade i Catalogue of Life.